# Juan José Zúñiga
Juan José Zúñiga Macías (Uncía, 30 de setembro de 1968) é um oficial militar boliviano que serviu como comandante-geral do Exército Boliviano de 2022 até sua demissão em junho de 2024.
Zúñiga foi destituído do cargo em 25 de junho após uma série de ameaças contra Evo Morales. Nestes, descreveu o ex-presidente como um "traidor" e acusando-o de tramar um golpe de Estado contra o atual governo, ao mesmo tempo que afirmava que a Constituição da Bolívia impediria Morales de regressar ao poder.
Ele foi considerado o principal líder por trás da tentativa de golpe de Estado na Bolívia em 26 de junho de 2024.